# Where Have All the Flowers Gone?
Where Have All the Flowers Gone? (in italiano "Dove sono finiti tutti i fiori?") è una canzone folk costituita da cinque strofe (un'eventuale sesta è la prima ripetuta), di contenuto antimilitarista, lanciata all'inizio degli anni sessanta.
Era stata scritta tuttavia alcuni anni prima (esattamente nel 1956) dal cantautore e folk-singer statunitense Pete Seeger, con interventi successivi sul testo del folk-singer e letterato Joe Hickerson.
Sebbene sia stata eseguita da molti artisti ed in lingue diverse, è conosciuta principalmente per le versioni che ne hanno fatto Joan Baez, Peter, Paul and Mary e The Kingston Trio (spesso in concerto insieme all'autore Pete Seeger).
Il retorico Where? (Dove?), in senso lessicale, e la profonda meditazione sulla morte dovuta alle guerre - che traspare dal testo del brano - vanno ricondotti alla tradizione latina dell'ubi sunt che enfatizza l'irrisolvibile quesito etico-filosofico: Ubi sunt qui ante nos fuerunt?, "Dove sono quelli che furono prima di noi?".

## Composizione
Nel 1956 Seeger trovò ispirazione per il brano mentre stava recandosi ad un concerto. Appuntò su un notes alcuni versi:
Tali versi provenivano da una ninna nanna dei cosacchi del Don, Koloda Duda citata nel romanzo del 1934 Il placido Don del premio Nobel per la letteratura Mikhail Sholokhov che recita:
Successivamente, Seeger adattò i versi ad un brano folk  - Drill, Ye Tarriers, Drill - registrando un medley in un solo take ovvero un'unica registrazione in studio senza interruzioni. La registrazione rimase in un cassetto fino a quando, qualche tempo, dopo Joe Hickerson, collega ed amico di Seeger, aggiunse una quarta e una quinta strofa (la sesta è una ripetizione della prima) per un'incisione da utilizzare in un album rimasto poco conosciuto, Rainbow Quest

## Versioni
Il Kingston Trio aveva registrato la canzone l'anno precedente, nel 1961, non indicando il vero e quindi sottintendendo la paternità del brano fino a quando Seeger chiese conto di tale rivendicazione (il singolo dei Kingston Trio, che aveva O Ken Karanga come lato A e Where Have All the Flowers Gone? come lato B, raggiunse il ventunesimo posto nelle classifiche di vendita del 1962 stilate da Billboard Hot 100).
Una delle prime versioni di questa canzone è stata interpretata da Marlene Dietrich che nel 1962 la cantò in lingua francese (Qui peut dire où vont les fleurs?, "Chi può dire dove vanno i fiori?") a un concerto dell'UNICEF. L'attrice di origine tedesca la registrò anche in inglese e nella traduzione tedesca (Sag mir, wo die Blumen sind, "Dimmi dove sono i fiori") di Max Colpet.
Ancora in francese, il brano è stato poi cantato, sempre nel 1962, da Dalida con il titolo Que sont devenues les fleurs?, "Cosa sono diventati i fiori?").
Vi sono anche versioni della canzone in chiave di classica folk-song fatte da Peter, Paul and Mary, Joan Baez, Countrymen e Johnny Rivers (la cui versione del 1965 in chiave folk rock restò per qualche tempo nella classifica delle Top 40).
Nel 1966 è stata tradotta in italiano da Daniele Pace, con il titolo Dove andranno i nostri fiori?, ed incisa nel loro primo album dal duo folk-beat Tony e Nelly (Tony Cucchiara e Nelly Fioramonti).
Harry Belafonte registrò il brano nel 1966 durante un concerto di beneficenza tenuto a Stoccolma e lo inserì nell'album BEL-1.
L'anno successivo il brano viene riproposto da Jonathan & Michelle nell'e album Jonathan & Michelle.
Nel 1968 è stata tradotta in un'altra versione da Nives (in collaborazione con Tato Queirolo) con il titolo Dove sono finiti i fiori?, e incisa nel suo album dello stesso anno.
Ancora in italiano è stato eseguito da Gigliola Cinquetti (con il titolo Dove sono andati i nostri fiori?), nel 1969 nella trasmissione televisiva Senza rete, dove era accompagnata dal noto chitarrista classico Mario Gangi. Patty Pravo ne ha registrato una versione in lingua italiana con il titolo Dove andranno i nostri fiori?  inserita nell'album Tanto, pubblicato nel 1976. Nelle traduzioni in lingua italiana, il brano presenta versi differenti, a volte in maniera anche notevole, tra loro.
La band statunitense di R&B Earth, Wind & Fire ha fatto una cover della canzone nel 1972 per l'album Last Days and Time. I versi di questa versione sono stati vitati nel singolo del 1998 dei Massive Attack Risingson, che accredita Seeger come uno dei suoi autori.
La cantante country Dolly Parton ha inserito una propria versione della canzone nell'album del 2005 Those Were the Days (forse non casualmente "Quelli eran giorni" è il titolo di uno standard degli anni sessanta cantato in lingua italiana da Gigliola Cinquetti).
Where Have All the Flowers Gone? è suonata in un episodio - Girly Edition - de I Simpson (1998, nona stagione).
Una versione in lingua russa è stata incisa nel 1998 da Oleg Nesterov, voce guida dei Megapolis, che l'ha poi eseguita in duetto con Masha Makarova.
Della canzone è stata fatta anche una versione in lingua ceca, cantata, fra gli altri, da Judita Čeřovská.
Chris de Burgh ne ha registrato una propria versione nel 2008 per l'album Footsteps mentre Olivia Newton-John ha registrato la canzone per l'album del 2004 Indigo: Women of Song.
Nel 1969 Rufus Harley registrò una versione strumentale in chiave jazz per il suo marchio bagpipes, ma la traccia non è stata commercializzata fino a che è stata inclusa nel suo album, pubblicato postumo Courage - The Atlantic Recordings (2006).

## Titoli per lingua
| Lingua     | Titolo di riferimento                                                                                                  | Artista                                                                      |
| ---------- | --- | ---------------------------------------------------------------------------- |
| Inglese    | Where have all the flowers gone?                                                                                       | Pete Seeger                                                                  |
| Tedesco    | Sag mir, wo die Blumen sind                                                                                            | Marlene Dietrich                                                             |
| Spagnolo   | ¿Dónde están las flores?                                                                                               | Rolando Alarcón                                                              |
| Ceco       | Řekni, kde ty kytky jsou                                                                                               | Judita Čeřovská                                                              |
| Croato     | Kamo je cvijeće otišlo?                                                                                                | Ksenija Prohaska Monia Verardi                                               |
| Russo      | Gde cvety, day mne otvet?                                                                                              | Oleg Nesterov                                                                |
| Francese   | Qui peut dire où vont les fleurs? Que sont devenues les fleurs?                                                        | Marlene Dietrich Dalida                                                      |
| Polacco    | Gdzie są kwiaty z tamtych lat?                                                                                         | Sława Przybylska                                                             |
| Turco      | Söyle Çiçekler nerde?                                                                                                  | Oğuz Tarihmen                                                                |
| Finlandese | Minne kukut kadonneet                                                                                                  | Ossi Ahlapuro                                                                |
| Ebraico    | איפה הפרחים (Eifo Haprachim)                                                                                           | שלישיית גשר הירקון (Gesher Hayarkon Threesome)                               |
| Ungherese  | Hova tünt a sok virág?                                                                                                 | Gerendás Péter                                                               |
| Italiano   | Dove andranno i nostri fiori? Dove sono finiti i fiori? Dove sono andati i nostri fiori? Dove andranno i nostri fiori? | Dalida Tony e Nelly Jonathan & Michelle Nives Gigliola Cinquetti Patty Pravo |
| Portoghese | Para onde foram todas as flores                                                                                        | Jarmila Ferreira Martins                                                     |
| Romeno     | Unde au dispărut toate florile                                                                                         | Alexandru Constantinescu                                                     |

## Documentario
Where Have All the Flowers Gone? è anche il titolo di un documentario del 2008 prodotto e diretto da Arturo Perez Jr., Joel Sadler e Billy Troy. I tre hanno compiuto un viaggio a San Francisco per recuperare lo spirito della Summer of Love, l'estate dell'amore che segnò la stagione dei figli dei fiori negli anni sessanta. Il film è stato presentato allo Wine Country Film Festival il 4 agosto 2008 e alla San Francisco State University il 26 settembre dello stesso anno.